# FK Partizan
Fudbalski Klub Partizan (în sârbă: Фудбалски клуб Партизан) este un club profesionist de fotbal din Belgrad, Serbia, ce evoluează în Superliga Sârbă. Printre performanțele clubului se numără faptul că a jucat în primul meci din Cupa Campionilor Europeni în 1955, devenind și primul club din Europa de Est care a jucat finala acestei competiții în 1966 iar mai târziu primul club din Serbia care a jucat în grupele Cupei Campionilor. Este un membru important al Asociației Sportive Partizan. Clubul de divizia a doua, FK Teleoptik este de asemenea în proprietatea lui Partizan. Conform UEFA, Partizan are a doua școală de fotbal din Europa, după cea a lui Ajax. În urma unui sondaj de opinie, Partizan se află pe locul secund în privința popularității în Serbia, 32,2% din populație susținând clubul.

## Istoria
Partizan s-a înființat la data de 4 octombrie 1945, făcând parte din Asociația Sportivă Iugoslavă, și a fost numit după partizanii iugoslavi, o mișcare socialistă de rezistență armată împotriva forțelor Axei în timpul celui de-al doilea război mondial. Clubul continuă să fie membru al unor asociații sportive care include 25 de cluburi din diferite sporturi, și, bineînțeles membru al Federației Sârbe de Fotbal dar are independență totală în ceea ce privește organizarea, managementul, finanțele și baza materială. Inițial clubul a fost creat sub tutela Armatei Populare Iugoslave, iar stadionul s-a numit Stadion JNA (Stadionul Armatei Populare Iugoslave). În anii cincizeci clubul devine independent față de armată. Primul meci internațional s-a disputat împotriva celor de la ȚSKA Moscova.
Partizan a disputat primul meci din prima ediție a Cupei Campionilor Europeni, meci disputat la data de 3 septembrie 1955 la Lisabona, împotriva lui Sporting Clube de Portugal și încheiat cu scorul de 3-3. În ediția 1965-66 a aceleași competiții, Partizan elimină pe Manchester United în semifinale și devine prima echipă din estul Europei care joacă o finală (finală pierdută în fața lui Real Madrid).
Culorile clubului sunt alb și negru, după ce în primii treizeci de ani culorile erau roșu și albastru.

## Performanțe
Momčilo Vukotić este jucătorul cu cele mai multe apariții pentru Partizan cu număr de 752 apariții. Recordul celor mai multe goluri este deținut de Stjepan Bobek, cu 403 goluri.
Peste 130 de jucători ai lui Partizan au jucat sub culorile echipei naționale de fotbal a Iugoslaviei printre care Stjepan Bobek, Branko Zebec, Zlatko Čajkovski, Fahrudin Jusufi, Milan Galić, Milutin Šoškić, Slaviša Jokanović sau Predrag Mijatović (fost director sportiv la Real Madrid). Fostul jucător al lui Partizan, Savo Milošević, cu cele 102 selecții, deține recordul național. 
Unul dintre jucătorii de legendă al lui Partizan a fost Dragan Mance. El a condus Partizan spre victorie într-un meci din Cupa UEFA disputat în 1984 împotriva formației engleze Queens Park Rangers. Rangers câștigase primul meci cu 6–2, dar Partizan s-a calificat după o victorie în retur cu 4–0. Mance a murit la 3 septembrie 1985 într-un accident de circulație în plină glorie.
"Alb-negrii" dețin recordul de puncte obținute într-o ediție a Ligii Iugoslave, cu 107 puncte fiind neînvinsă în sezonul 2004–05. Partizan deține și cele mai multe titluri naționale de la desființarea Republicii Socialiste Federative Iugoslavia, devenind campioană de 10 ori în 18 ani.
Se poate spune că cel mai electrizant meci disputat de Partizan a fost dubla împotriva lui Celtic din 1989. Primul meci s-a disputat la Mostar (azi în Bosnia și Herțegovina), câștigat de Partizan cu 2–1. Returul disputat în Scoția a fost câștigat de Celtic cu 5–4. Partizan înscriind în ultimul minut golul calificării în fața celor 50.000 spectatori. Partizan a disputat și finala Cupei Campionilor Europeni din anul 1966 împotriva lui Real Madrid, după ce a eliminat pe Manchester United în semifinale. În acestă finală, Partizan a reușit să deschidă scorul, fiind învinsă, în cele din urmă, cu scorul de 2–1.
Una dintre performanțele de dată recentă ale lui Partizan este calificarea în grupele Ligii Campionilor, după eliminarea lui Newcastle United în ultimul tur de calificări, grupă din care mai făceau parte: Real Madrid, FC Porto (deținătoarea Cupei UEFA și viitoarea câștigătoare a competiției) precum și Olympique de Marseille (viitoarea finalistă a Cupei UEFA). În grupe nu au pierdut niciun meci pe teren propriu, reușind un 0–0 cu Real Madrid, și 1–1 împotriva lui FC Porto și Olympique de Marseille. Partizan este prima și deocamdată, singura echipă sârbă participantă la această competiție ce adună elita fotbalului european. 
În ediția următoare a Cupei UEFA, Partizan ajunge în optimi unde este eliminată de ȚSKA Moscova, viitoarea câștigătoare a competiției.
Pe plan intern sezoanele 2007–08 și 2008–09 rămân de referință în istoria clubului, echipa realizând eventul (cupa și campionatul) în două sezoane consecutive.
La data de 21 iulie 2009, Partizan învinge Campioana Țării Galilor, Rhyl FC, cu scorul de 8-0 (12-0 la general). Acest scor reprezintă cea mai categorică victorie în competițiile europene.

## Rivalitatea cu Steaua Roșie
Rivala locală a lui Partizan este Steaua Roșie Belgrad. Acest duel este privit ca făcând parte dintre marile rivalități fotbalistice din lume, iar meciurile dintre ele sunt etichetate drept "eternul derby", similar cu ceea ce se întâmplă la Manchester, Glasgow, Roma, Milano, București sau Istanbul care au parte de cele mai fierbinți rivalități sportive. Aceste meciuri sunt întotdeauna anticipate ca fiind deosebit de spectaculoase, dar în ultimii ani intensificarea actelor de violență și huliganism au avut consecințe inevitabile. Cel mai mare număr de spectatori la un asemenea meci a fost de 108.000 de spectatori.

## Stadionul
Stadionul clubului se numește acum Stadionul Partizan, după ce s-a numit în trecut Stadionul JNA (Stadionul Armatei Populare Iugoslave). Stadionul avea aproximativ 55.000 locuri până la decizia UEFA ca toate locurile să fie pe scaune. Actuala capacitate este de 32.887 locuri.
Stadionul a fost utilizat de la jumătatea anilor cincizeci și până în anul 1987 ca punct final al festivităților numite Ziua Tineretului. În fiecare an în 25 mai ștafeta era înmânată lui Josip Broz Tito, președintele Republicii Socialiste Federative Iugoslavia.
Baza sportivă Partizan-Teleoptik, cunoscută ca și "Zemunelo" (aluzie la baza sportivă a lui AC Milan, Milanello), are o suprafață de aproape 10 hectare, și se află în vestul suburbiei Zemun, la intersecția a două autostrăzi și a unui aeroport. Din punct de vedere al funcționalității, soluțiilor arhitecturale, al echipamentului și ale materialelor folosite, acest centru unul dintre cele mai valoroase din Europa. În prezent aici se antrenează toți cei aproape șase sute de sportivi ai lui Partizan, începând cu prima echipă, echipa de divizie secundă FK Teleoptik, și pâna la cele de juniori și copii din marea familie a lui Partizan.
Acest stadion va fi reproiectat de firma elvețiană Mob Lab. Noua capacitate va fi de aproximativ 45.000 locuri pe scaune și va include un hotel și birouri. 

## Suporteri

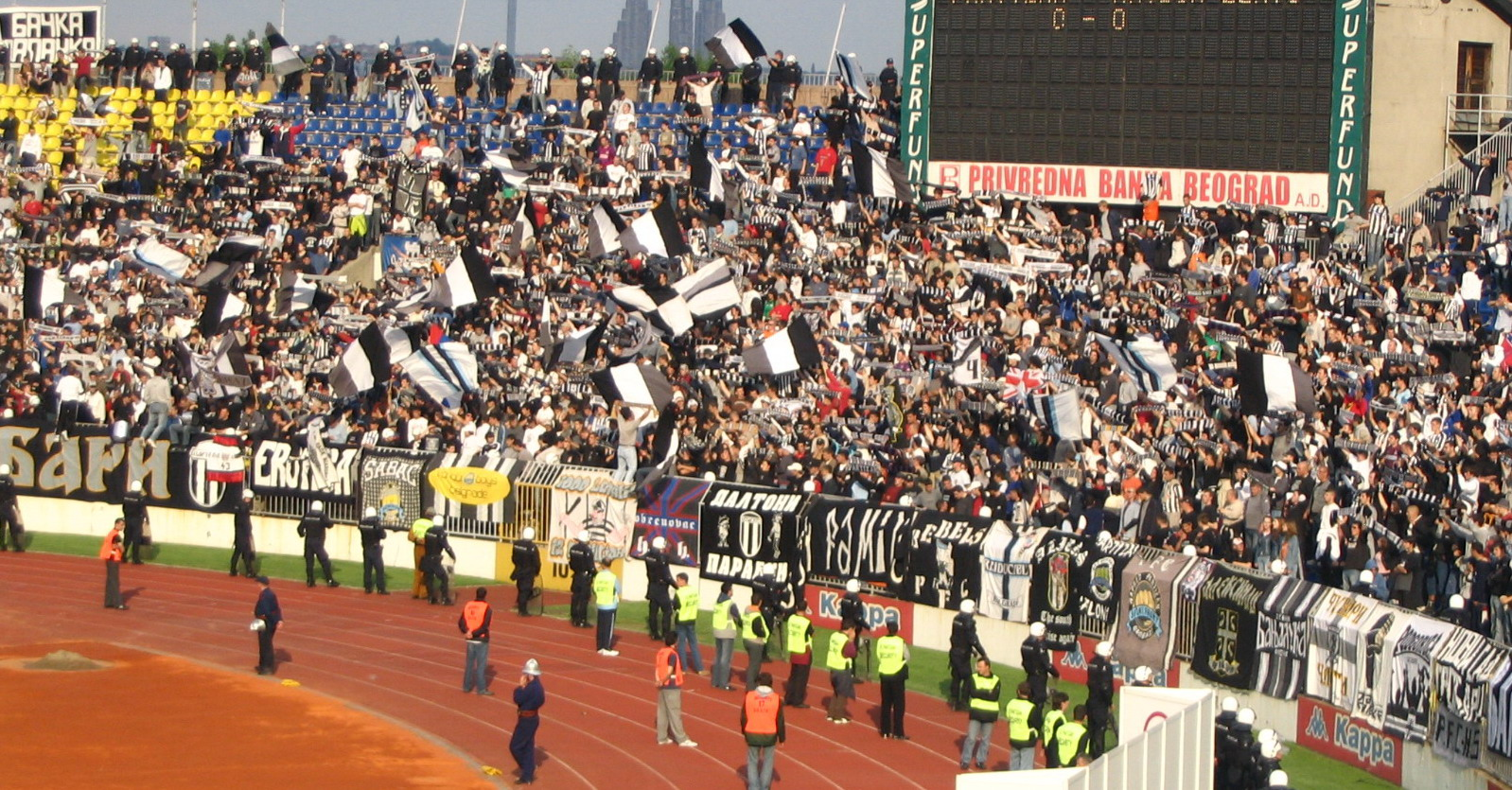
Grobari sărbătorind.

Suporterii lui Partizan, numiți Grobari (Groparii) s-au organizat în anul 1970. Porecla le-a fost dată de rivalii Delije, suporteri ai lui Steaua Roșie, cu referire la culoarea neagră regăsită și la uniformele lucrătorilor de la cimitire. Altă variantă ar fi că numele se trage de la denumirea străzii pe care se află amplasat stadionul - Humska (Groapa). Aceștia susțin toate cluburile care formează Asociația Sportivă Partizan. În anul 1999 organizația suporterilor care, prin tradiție, ocupau tribuna din partea de sud a stadionului, s-a scindat în două grupări. Gruparea nou formată, numită Južni Front (Frontul de Sud) acuzau câțiva membri importanți ai lui Grobari că abuzau de privilegiile lor și clubul pentru că îi favoriza.
În 2006 divergențele se acutizează astfel încât astăzi există trei grupări importante ale suporterilor: Južni Front, Grobari 1970 și Grobari Belgrad. Din 2005 și până în 2007, fanii au boicotat toate meciurile lui Partizan, până când directorul sportiv, Nenad Bjeković și secretarul general, Žarko Zečević, au demisionat iar suporterii și-au atins scopul. Bjeković a demisionat în luna mai iar Zečević în septembrie. După aceasta suporterii s-au reîntors la stadion.
Danny Dyer, cunoscut om de televiziune britanic, i-a prezentat pe Grobari într-unul din episoadele documentarului său The Real Football Factories International ca fiind dispuși să facă orice pentru respectul față de club. 

## Palmares

### Intern
Prima Ligă Iugoslavă - perioada R.S.F.I (1923-1992)
Câștigătoare: (11) 1946–47, 1948–49, 1960–61, 1961–62, 1962–63, 1964–65, 1975–76, 1977–78, 1982–83, 1985–86, 1986–87
Locul 2: (9) 1953-54, 1955-56, 1957-58, 1958-59, 1967-68, 1969-70, 1983-84, 1987-88, 1991-92
Prima Ligă Iugoslavă - perioada R.F.I (1993-2002)
Câștigătoare: (6) 1992–93, 1993–94, 1995–96, 1996–97, 1998–99, 2001–02
Locul 2: (3) 1994-95, 1999-00, 2000-2001
Superliga Sârbă - perioada Serbia și Muntenegru (2002-2006)
Câștigătoare: (2) 2002–03, 2004–05
Locul 2: (2) 2003-04, 2005-06
Superliga Sârbă
Câștigătoare: (5) 2007–08, 2008–09, 2009-10, 2010-11, 2011-12
Locul 2: (1) 2006-07
Cupa Iugoslaviei - perioada R.S.F.I (1923-1992)
Câștigătoare: (5) 1946–47, 1951-52, 1953-54, 1956-57, 1988-89
Finalistă: (4) 1947-48, 1958-59, 1959-60, 1978-79
Cupa Iugoslaviei - perioada perioada R.F.I (1992-2002)
Câștigătoare: (4) 1991-92, 1993-94, 1997-1998, 2000-01
Finalistă: (3) 1992-93, 1995-96, 1998-99
Cupa Serbiei
Câștigătoare: (3) 2007-08, 2008–09, 2010-11

### Internațional
Cupa Campionilor Europeni
Finalistă: (1) 1965-66

### Meciuri disputate în cupele europene
| Sezon     | Competiția                | Etapa           | Adversar                   | Tur 1 | Tur 2          | Baraj          |
| --------- | ------------------------- | --------------- | -------------------------- | ----- | -------------- | -------------- |
| 1955-56   | Cupa Campionilor Europeni | optimi          | Sporting CP Lisabona       | 3–3   | 5–2            |                |
|           |                           | sferturi        | Real Madrid CF             | 0–4   | 3–0            |                |
| 1961-62   | Cupa Campionilor Europeni | preliminarii    | Sporting CP Lisabona       | 2–0   | 1–1            |                |
|           |                           | optimi          | Juventus FC                | 1–2   | 0–5            |                |
| 1962-63   | Cupa Campionilor Europeni | preliminarii    | ȚSKA Steaua Roșie          | 1–4   | 1–2            |                |
| 1963-64   | Cupa Campionilor Europeni | preliminarii    | Anorthosis Famagusta FC    | 3–0   | 3–1            |                |
|           |                           | optimi          | AS la Jeunesse d'Esch      | 1–2   | 6–2            |                |
|           |                           | sferturi        | F.C. Internazionale Milano | 0–2   | 1–2            |                |
| 1965-66   | Cupa Campionilor Europeni | preliminarii    | FC Nantes                  | 2–0   | 2–2            |                |
|           |                           | optimi          | SV Werder Bremen           | 3–0   | 0–1            |                |
|           |                           | sferturi        | AC Sparta Praga            | 1–4   | 5–0            |                |
|           |                           | semifinale      | Manchester United FC       | 2–0   | 0–1            |                |
|           |                           | finala          | Real Madrid CF             | 1–2   | 1–2            | 1–2            |
| 1974-75   | Cupa UEFA                 | preliminarii    | KS Górnik_Zabrze           | 2–2   | 3–0            |                |
|           |                           | șaisprezecimi   | Portadown FC               | 5–0   | 1–1            |                |
|           |                           | optimi          | 1. FC Köln                 | 1–0   | 1–5            |                |
| 1976-77   | Cupa Campionilor Europeni | șaisprezecimi   | FC Dinamo Kiev             | 0–3   | 0–2            |                |
| 1978-79   | Cupa Campionilor Europeni | șaisprezecimi   | SG Dinamo Dresda           | 2–0   | 0–2 (4–5 l.d.) | 0–2 (4–5 l.d.) |
| 1983-84   | Cupa Campionilor Europeni | șaisprezecimi   | Viking FK                  | 5–1   | 0–0            |                |
|           |                           | optimi          | Berliner FC Dynamo         | 0–2   | 1–0            |                |
| 1984-85   | Cupa UEFA                 | preliminarii    | Rabat Ajax FC              | 2–0   | 2–0            |                |
|           |                           | șaisprezecimi   | Queens Park Rangers FC     | 2–6   | 4–0            |                |
|           |                           | optimi          | Videoton FC                | 0–5   | 2–0            |                |
| 1985-86   | Cupa UEFA                 | preliminarii    | Portimonense SC            | 0–1   | 4–0            |                |
|           |                           | șaisprezecimi   | FC Nantes                  | 1–1   | 0–4            |                |
| 1986-87   | Cupa UEFA                 | preliminarii    | Borussia VfL 1900          | 0–1   | 1–3            |                |
| 1987-88   | Cupa UEFA                 | preliminarii    | KS Flamurtari              | 0–2   | 2–1            |                |
| 1988-89   | Cupa UEFA                 | preliminarii    | PFC Slavia Sofia           | 5–0   | 5–0            |                |
|           |                           | șaisprezecimi   | AS Roma                    | 4–2   | 0–2            |                |
| 1989-90   | Cupa Cupelor              | șaisprezecimi   | Celtic FC                  | 2–1   | 4–5            |                |
|           |                           | optimi          | FC Groningen               | 3–4   | 3–1            |                |
|           |                           | sferturi        | FC Dinamo 1948 București   | 1–2   | 0–2            |                |
| 1990-91   | Cupa UEFA                 | preliminarii    | Hibernians FC              | 3–0   | 2–0            |                |
|           |                           | șaisprezecimi   | Real Sociedad              | 0–1   | 1–0            |                |
|           |                           | optimi          | Internazionale Milano F.C. | 0–3   | 1–1            |                |
| 1990-91   | Cupa UEFA                 | preliminarii    | Sporting de Gijón          | 0–2   | 2–0            |                |
| 1996-97   | Cupa UEFA                 | preliminarii 1  | Maccabi Haifa F.C.         | 0–1   | 3–1            |                |
|           |                           | preliminarii 2  | FC Național București      | 0–0   | 0–1            |                |
| 1997-98   | Liga Campionilor          | preliminarii 1  | NK Croația Zagreb          | 1–0   | 0–5            |                |
| 1998-99   | Cupa Cupelor              | șaisprezecimi   | FC Dinamo Batumi           | 2–0   | 0–1            |                |
|           |                           | optimi          | Newcastle United FC        | 1–2   | 1–0            |                |
|           |                           | sferturi        | SS Lazio                   | 0–0   | 2–3            |                |
| 1999-00   | Liga Campionilor          | preliminarii 1  | FC Flora Tallinn           | 6–0   | 4–1            |                |
|           |                           | preliminarii 2  | NK Rijeka                  | 3–1   | 3–0            |                |
|           |                           | preliminarii 3  | FC Spartak Moscova         | 0–2   | 1–3            |                |
| 1999-00   | Cupa UEFA                 | preliminarii 3  | Leeds United AFC           | 1–3   | 0–1            |                |
| 2000-01   | Cupa UEFA                 | preliminarii 3  | Sliema Wanderers FC        | 1–2   | 4–1            |                |
|           |                           | preliminarii 2  | FC Porto                   | 1–1   | 0–1            |                |
| 2001-02   | Cupa UEFA                 | preliminarii 3  | FC Santa Coloma            | 1–0   | 7–1            |                |
|           |                           | preliminarii 2  | SK Rapid Viena             | 1–0   | 1–5            |                |
| 2002-03   | Liga Campionilor          | preliminarii 2  | Hammarby IF                | 1–1   | 4–0            |                |
|           |                           | preliminarii 3  | FC Bayern München          | 0–3   | 1–3            |                |
| 2002-03   | Cupa UEFA                 | preliminarii 2  | Sporting CP                | 3–1   | 3–3            |                |
|           |                           | preliminarii 3  | SK Slavia Praga            | 3–1   | 1–5            |                |
| 2003-04   | Liga Campionilor          | preliminarii 2  | Djurgården IF              | 1–1   | 2–2            |                |
|           |                           | preliminarii 3  | Newcastle United FC        | 0–1   | 1–0            |                |
|           |                           | grupa F         | FC Porto                   | 1–1   | 1–2            |                |
|           |                           | grupa F         | Olympique de Marseille     | 0–3   | 1–1            |                |
|           |                           | grupa F         | Real Madrid CF             | 0–1   | 0–0            |                |
| 2004-05   | Cupa UEFA                 | preliminarii 2  | FC Oțelul Galați           | 0–0   | 1–0            |                |
|           |                           | preliminarii 3  | FC Dinamo 1948 București   | 3–1   | 0–0            |                |
|           |                           | grupa E         | Egaleo FC                  | 3–1   | 3–1            | 3–1            |
|           |                           | grupa E         | SS Lazio                   | 2–2   | 2–2            | 2–2            |
|           |                           | grupa E         | Villarreal CF              | 1–1   | 1–1            | 1–1            |
|           |                           | grupa E         | Middlesbrough FC           | 3–0   | 3–0            | 3–0            |
|           |                           | șaisprezecimi   | FC Dnipro Dnipropetrovsk   | 2–2   | 0–1            |                |
|           |                           | optimi          | PFC ȚSKA Moscova           | 1–1   | 0–2            |                |
| 2005-06   | Liga Campionilor          | preliminarii 2  | FC Sheriff Tiraspol        | 1–0   | 1–0            |                |
|           |                           | preliminarii 3  | FC Artmedia Petržalka      | 0–0   | 0–0            |                |
| 2005-06   | Cupa UEFA                 | preliminarii 3  | Maccabi Petah Tikva FC     | 2–0   | 2–5            |                |
| 2006-07   | Cupa UEFA                 | preliminarii 2  | NK Maribor                 | 2–1   | 1–1            |                |
|           |                           | preliminarii 3  | FC Groningen               | 4–2   | 0–1            |                |
|           |                           | grupa A         | AS Livorno Calcio          | 1–1   | 1–1            | 1–1            |
|           |                           | grupa A         | Maccabi Haifa F.C.         | 0–1   | 0–1            | 0–1            |
|           |                           | grupa A         | AJ Auxerre                 | 1–4   | 1–4            | 1–4            |
|           |                           | grupa A         | Glasgow Rangers FC         | 0–1   | 0–1            | 0–1            |
| 2007-08   | Cupa UEFA                 | preliminarii 1  | HŠK Zrinjski Mostar        | 6–1   | 5–0            |                |
| 2008-09   | Liga Campionilor          | preliminarii 2  | FC Inter Baku              | 1–1   | 2–0            |                |
|           |                           | preliminarii 3  | Fenerbahçe SK              | 2–2   | 1–2            |                |
| 2008-09   | Cupa UEFA                 | preliminarii 3  | FC Timișoara               | 2–1   | 1–0            |                |
|           |                           | grupa C         | UC Sampdoria               | 1–2   | 1–2            | 1–2            |
|           |                           | grupa C         | VfB Stuttgart              | 0–2   | 0–2            | 0–2            |
|           |                           | grupa C         | Royal Standard de Liège    | 0–1   | 0–1            | 0–1            |
|           |                           | grupa C         | Sevilla FC                 | 0–3   | 0–3            | 0–3            |
| 2009-10   | Liga Campionilor          | preliminarii Q1 | Rhyl FC                    | 4–0   | 8–0            |                |
|           |                           | preliminarii Q2 | APOEL FC                   | 0–2   | 0–0            |                |
| 2009-10   | UEFA Europa League        | preliminarii Q4 | MŠK Žilina                 | 1–1   | 2–0            |                |
|           |                           | grupa J         | Toulouse FC                | 2–3   | 0–1            |                |
|           |                           | grupa J         | FC Șahtior Donețk          | 1–4   | 1–0            |                |
|           |                           | grupa J         | Club Brugge K.V.           | 0–2   | 2–4            |                |
| 2010-11   | Liga Campionilor          | preliminarii Q1 | Pyunik Erevan              | 3–1   | 1–0            |                |
|           |                           | preliminarii Q2 | HJK Helsinki               | 3–0   | 2–1            |                |
|           |                           | preliminarii Q3 | RSC Anderlecht             | 2–2   | 2–2 (3–2 l.d.) | 2–2 (3–2 l.d.) |
|           |                           | grupa H         | FC Șahtior Donețk          | 0–1   | 0–3            |                |
|           |                           | grupa H         | Arsenal FC                 | 1–3   | 1–3            |                |
|           |                           | grupa H         | SC Braga                   | 0–2   | 0–1            |                |
| 2011-12   | Liga Campionilor          | preliminarii Q2 | FK Škendija 79             | 4–0   | 1–0            |                |
|           |                           | preliminarii Q3 | KRC Genk                   | 1–2   | 1–1            |                |
| 2011-12   | UEFA Europa League        | preliminarii Q4 | Shamrock Rovers FC         | 1–1   | 1–2            |                |
| 2012-13   | Liga Campionilor          | preliminarii Q2 | Valletta FC                | 4–1   | 3–1            |                |
|           |                           | preliminarii Q3 | AEL Limassol               | 0–1   | 0–1            |                |
| 2012-13   | UEFA Europa League        | preliminarii Q4 | Tromsø IL                  | 1–1   | 1–2            |                |
|           |                           | grupa H         | Neftchi PFK Baku           | 0–0   | 1–1            |                |
|           |                           | grupa H         | FC Rubin Kazan             | 0–2   | 1–1            |                |
|           |                           | grupa H         | FC Internazionale Milano   | 0–1   | 1–3            |                |
| 2013-14   | Liga Campionilor          | preliminarii Q2 | FC Shirak Gyumri           | 1–1   | 0–0            |                |
|           |                           | preliminarii Q3 | PFK Ludogoreț Razgrad      | 1–2   | 0–1            |                |
| 2013-14   | UEFA Europa League        | preliminarii Q4 | FC Thun                    | 1–0   | 0–3            |                |
| 2014-15   | Liga Campionilor          | preliminarii Q2 | Havnar Bóltfelag Tórshavn  | 3–0   | 3–1            |                |
|           |                           | preliminarii Q3 | PFK Ludogoreț Razgrad      | 0–0   | 2–2            |                |
| 2015-2016 | Liga Campionilor UEFA     | preliminari Q2  | FC Dila Gori               | 1-0   | 2-0            |                |
|           |                           | preliminari Q3  | FC Steaua București        | 1–1   | 4–2            |                |
|           |                           | play-off        | FC BATE Borisov            | 0-1   | 1-2            |                |

## Jucători notabili
| Iugoslavia, Serbia și Montenegru sau Serbia - Radomir Antić - Aleksandar Atanacković - Stefan Babović - Mane Bajić - Zoran Batrović - Radoslav Bečejac - Bruno Belin - Nenad Bjeković - Stjepan Bobek - Miloš Bogunović - Dražen Bolić - Petar Borota - Miroslav Bošković - Bojan Brnović - Branko Brnović - Dragoljub Brnović - Nenad Brnović - Miroslav Brozović - Zlatko Čajkovski - Damir Čakar - Vlado Čapljić - Srđan Čebinac - Zvezdan Čebinac - Ratko Čolić - Dragan Ćirić - Milivoje Ćirković - Saša Ćurčić - Ivan Ćurković - Milan Damjanović - Aleksandar Davidov - Božidar Drenovac - Ljubinko Drulović - Igor Duljaj - Miloš Đelmaš - Borivoje Đorđević - Nenad Đorđević - Vladislav Đukić - Milko Đurovski - Ljubomir Fejsa - Vladimir Firm - Milan Galić - Franjo Glazer - Ivan Golac - Mustafa Hasanagić - Jusuf Hatunić - Anton Herceg - Edvard Hočevar - Idriz Hošić - Radiša Ilić - Saša Ilić - Ivica Iliev - Vladimir Ivić - Lajoš Jakovetić - Dragoljub Jeremić - Miodrag Ješić - Jovan Jezerkić - Stanoje Jocić - Slaviša Jokanović - Miodrag Jovanović - Fahrudin Jusufi - Tomislav Kaloperović - Srečko Katanec - Ilija Katić - Mateja Kežman - Nikica Klinčarski - Miodrag Knežević - Božidar Kolaković - Vladica Kovačević - Ivica Kralj - Mladen Krstajić - Danko Lazović - Marko Lomić - Adem Ljajić - Dragan Mance - Nikola Malbaša - Florijan Matekalo | - Branislav Mihajlović - Ljubomir Mihajlović - Prvoslav Mihajlović - Predrag Mijatović - Jovan Miladinović - Darko Milanič - Goran Milojević - Savo Milošević - Milovan Milović - Nikola Mitrović - Miloš Milutinović - Zoran Mirković - Albert Nađ - Džoni Novak - Ivan Obradović - Dejan Ognjanović - Fahrudin Omerović - Božidar Pajević - Milutin Pajević - Bela Palfi - Goran Pandurović - Milinko Pantić - Blagoje Paunović - Veljko Paunović - Gordan Petrić - Miomir Petrović - Radosav Petrović - Josip Pirmajer - Radovan Radaković - Ljubomir Radanović - Lazar Radović - Miodrag Radović - Branko Rašović - Vuk Rašović - Nemanja Rnić - Antonio Rukavina - Franjo Rupnik - Slobodan Santrač - Niša Saveljić - Božidar Senčar - Kiril Simonovski - Admir Smajić - Milan Smiljanić - Velimir Sombolac - Predrag Spasić - Vojislav Stanković - Vujadin Stanojković - Goran Stevanović - Ivan Stevanović - Miroslav Stević - Slavko Stojanović - Ranko Stojić - Nenad Stojković - Vladimir Stojković - Miralem Sulejmani - Đorđe Svetličić - Milutin Šoškić - Franjo Šoštarić - Đorđe Tomić - Ivan Tomić - Nemanja Tomić - Zoran Tošić - Aleksandar Trifunović - Goran Trobok - Marko Valok - Velibor Vasović - Vladimir Vermezović - Fadil Vokrri - Budimir Vujačić - Simon Vukčević - Milan Vukelić - Zvonimir Vukić - Momčilo Vukotić - Bojan Zajić - Ilija Zavišić - Branko Zebec - Aleksandar Živković - Zvonko Živković | Africa - Pierre Boya - Eric Djemba-Djemba - Alexis Ngambi - Aboubakar Oumarou - David Manga - Dominic Adiyiah - Prince Tagoe - Almami Moreira - Ednilson - Mohamed Zubya - Ifeanyi Emeghara - Taribo West - Lamine Diarra - Medo - Kamel Zaiem - Nestroy Kizito America de Nord și de Sud - Ilija Mitić - Scoop Stanisic Asia și Oceania - Michael Curcija - Jia Xiuquan - Liu Haiguang - Kim Chi-woo Europa - Admir Aganović - Branimir Bajić - Darko Maletić - Nenad Mišković - Siniša Mulina - Ivan Bandalovski - Valeri Bojinov - Ivan Ivanov - Asen Nikolov - Predrag Pažin - Kujtim Shala - Dragan Čadikovski - Marjan Gerasimovski - Gjorgji Hristov - Saša Ilić - Aleksandar Lazevski - Perica Stančeski - Ostoja Stjepanović - Milan Stojanovski - Aco Stojkov - Viktor Trenevski - Darko Božović - Mladen Božović - Marko Ćetković - Andrija Delibašić - Nikola Drinčić - Petar Grbić - Stevan Jovetić - Risto Lakić - Milorad Peković - Srđan Radonjić - Stefan Savić - Žarko Tomašević - Vladimir Volkov - Nikola Vujović - Tomasz Rzasa - Gregor Balažic - Branko Ilić - Zlatko Zahovič |